# Leiothrix
Leiothrix es un género de plantas con flores perteneciente a la familia Eriocaulaceae. Es nativo del sur tropical de América. Comprende 72 especies descritas y, de estas, solamente 64 aceptadas.

## Taxonomía
El género fue descrito por Ruhland in H.G.A.Engler y publicado en Das Pflanzenreich IV(Heft 13): 225. 1903. La especie tipo no ha sido designada.

## Especies seleccionadas
- Leiothrix affinios
- Leiothrix amazonica
- Leiothrix angustofolia
- Leiothrix araxaensis